# Liselotte Landbeck
Liselotte Landbeck (Vienna, 13 gennaio 1916 – Quintal, 15 febbraio 2013) è stata una pattinatrice artistica su ghiaccio austriaca, specializzata nel singolo.

## Biografia
Landbeck ha gareggiato sia nel pattinaggio di velocità che nel pattinaggio di figura. Nella prima disciplina a Davos nel 1932 è diventata la prima donna a scendere sotto il minuto sulla distanza dei 500 metri, stabilendo il nuovo record del mondo con un tempo di 58.7. In seguito sulla stessa distanza ha stabilito due nuovi record del mondo, 51.5 nel 1933 e 51.3 nel 1934. Sulla distanza di 1.000 metri ha stabilito due record del mondo, 2:08.8 nel 1932 e 1:48.5 nel 1933. Nel 1933 a Oslo Landbeck ha vinto il primo Campionato del mondo femminile non ufficiale di pattinaggio di velocità.
Nel pattinaggio di figura ha vinto un bronzo mondiale, due argenti europei e tre medaglie, fra cui due d'oro, al campionato nazionale austriaco fra il 1933 e il 1935. Nel 1936, dopo aver sposato il pattinatore belga Robert Verdun, ha partecipato ai Giochi olimpici per il Belgio. Landbeck, quarta, è stata la migliore atleta di una squadra belga che ha vito i piazzamenti in 16ª posizione di Louise Contamine / Robert Verdin fra le coppie e il 18° dell'altra rappresentante femminile, Yvonnede Ligne.
Nel 2011 è stato rivelato che fra il 1939 e il 1940 Landbeck ha intrattenuto una relazione con il re del Belgio Leopolodo III. Dalla relazione è nata una bambina, Ingeborg.

## Palmarès
Pattinaggio di figura
| Internazionali            | Internazionali | Internazionali | Internazionali | Internazionali | Internazionali |
| Evento                    | 1932           | 1933           | 1934           | 1935           | 1936           |
| ------------------------- | -------------- | -------------- | -------------- | -------------- | -------------- |
| Giochi olimpici invernali |                |                |                |                | 4°             |
| Campionati mondiali       |                | 6°             | 3°             |                |                |
| Campionati europei        | 5°             | 6°             | 2°             | 2°             | 4°             |
| Nazionali                 |                |                |                |                |                |
| Campionati austriaci      | 5°             | 2°             | 1°             | 1°             |                |